# فاكوندو
فاكوندو: الحضارة والبربرية (العنوان الأصلي بالإسپانية: Facundo: Civilización y Barbarie)، هو كتاب لعام 1845 من تأليف دومينغو فاوستينو سارمينتو، الكاتب والصحفي الذي أصبح سابع رؤساء الأرجنتين. يدور الكتاب حول حياة خوان فاكوندو كيروگا، والمظهر الطبيعي لجمهورية الأرجنتين وعاداتها وتقاليدها، وهي رواية احتجاجية على خوان مانول روسا حاكم الأرجنتين الطاغية منذ 1835 حتى 1852.
 وروسا في الرواية هو ممثل البربرية التي وصلت إِلى قمة السلطة المطلقة، وفي مواجهته تقف الحضارة مجسدة في جماعة من المثقفين المتصلين مباشرة بالثقافة الأوروپية ممن دفعهم تعسف الدكتاتور إِلى المنفى أو الهامشية. وهناك في السياق نفسه رواية أماليا من تأليف خوسيه مارمول (1817-1871) وهي قصة حب رومنسية في ظل دكتاتورية روسا. يتهم بطلاها بالتآمر على النظام وتجري مطاردتهما إِلى أن يصرعهما زبانية الدكتاتور.

### خوان مانول ده روسا

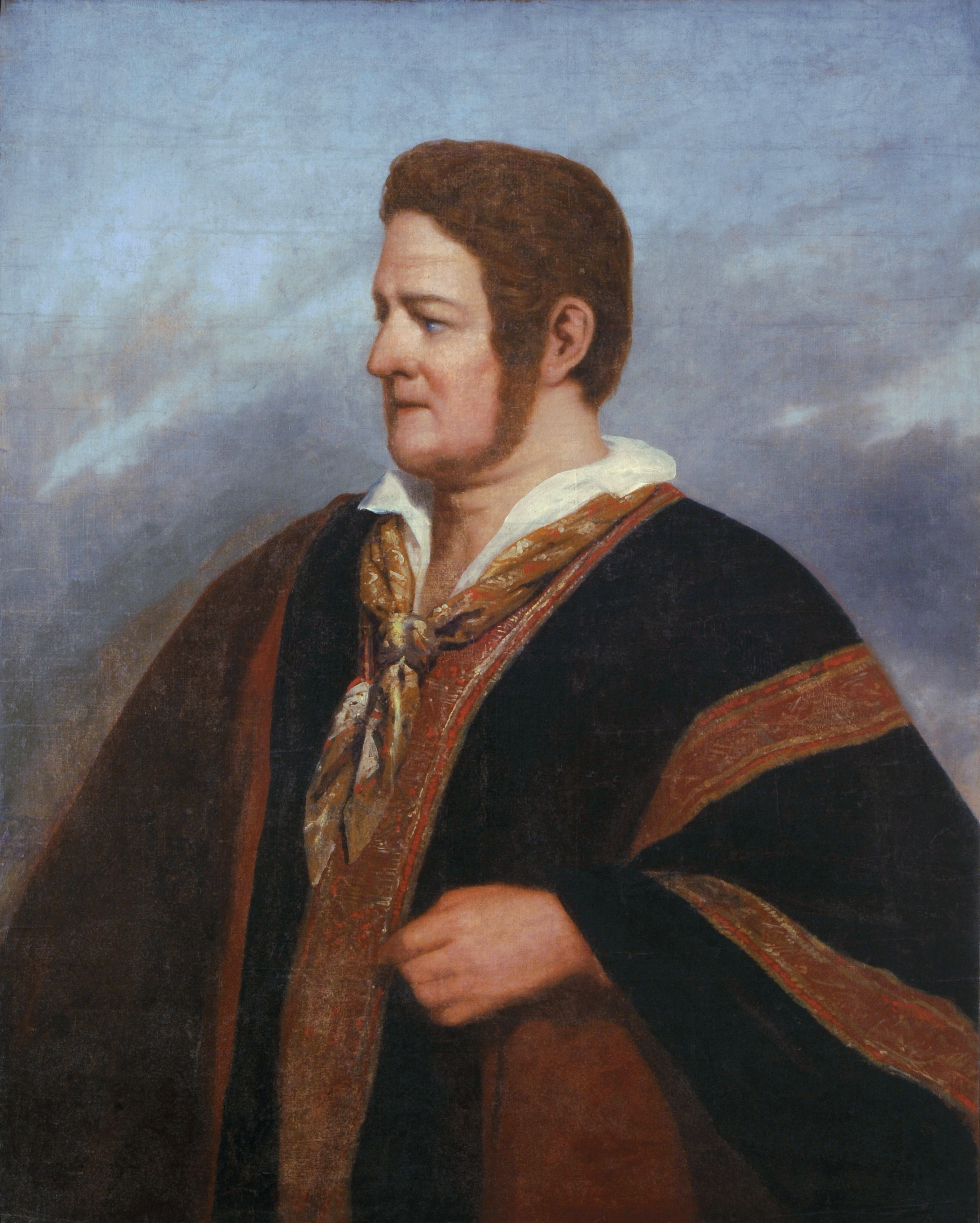
پورتريه روسا

### دومينگو فاوستينو سارمينتو

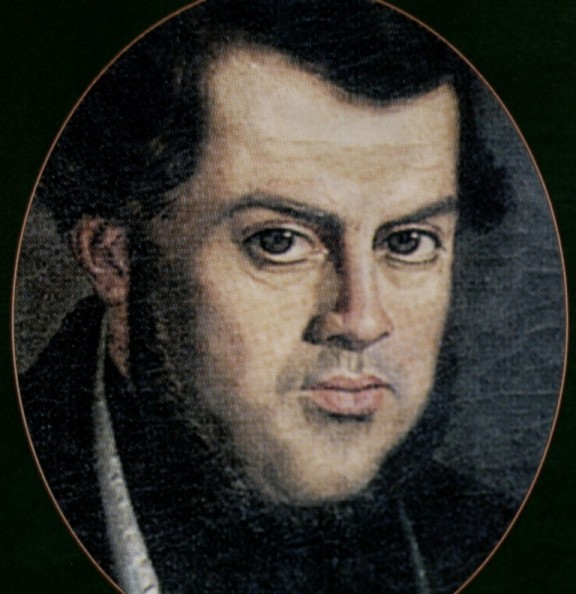
پورتريه لسارمينتو في منفاه بتشيلي.

## الحبكة

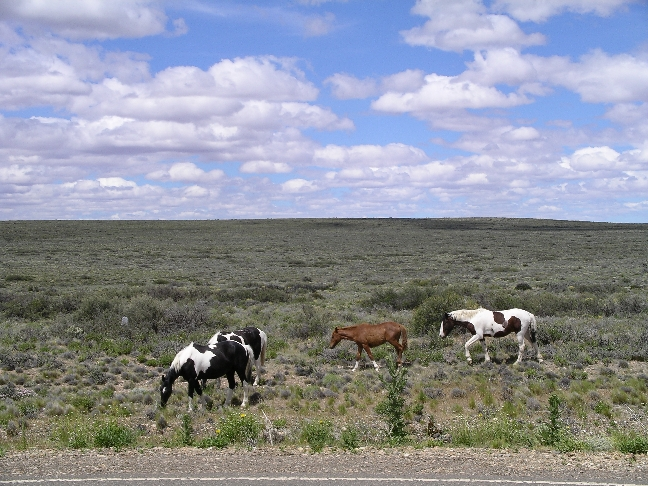
The Argentine plains, or pampas. For Sarmiento, this bleak, featureless geography was a key factor in Argentina's 'failure' to achieve civilization by the mid-19th century.

### السياق الأرجنتيني

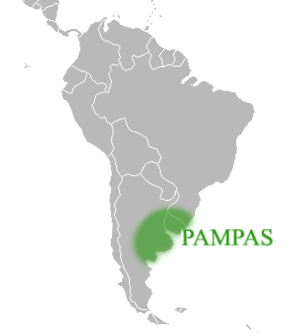
South America, showing the extent of the pampas in Argentina, Uruguay and southern Brazil

### حياة خوان فاكوندو كيروگا

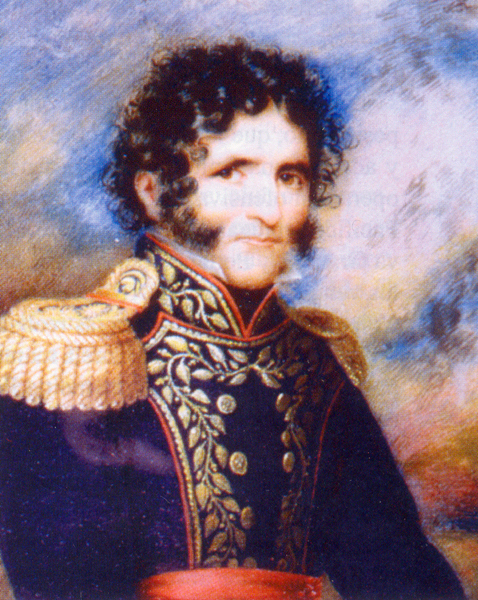
خوان فاكوندو كيروگا. كشخصية مركزية في رواية فاكوندو لسارمينتو، يمثل البربرية، ونقيض الحضارة.

### النتائج المترتبة على وفاة فاكوندو

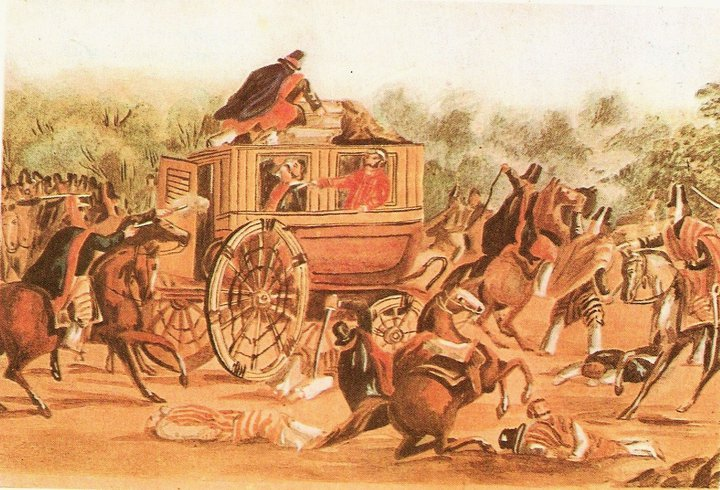
وفاة فاكوندو كيروگا في بارانسا ياسو.

### الحضارة والبربرية

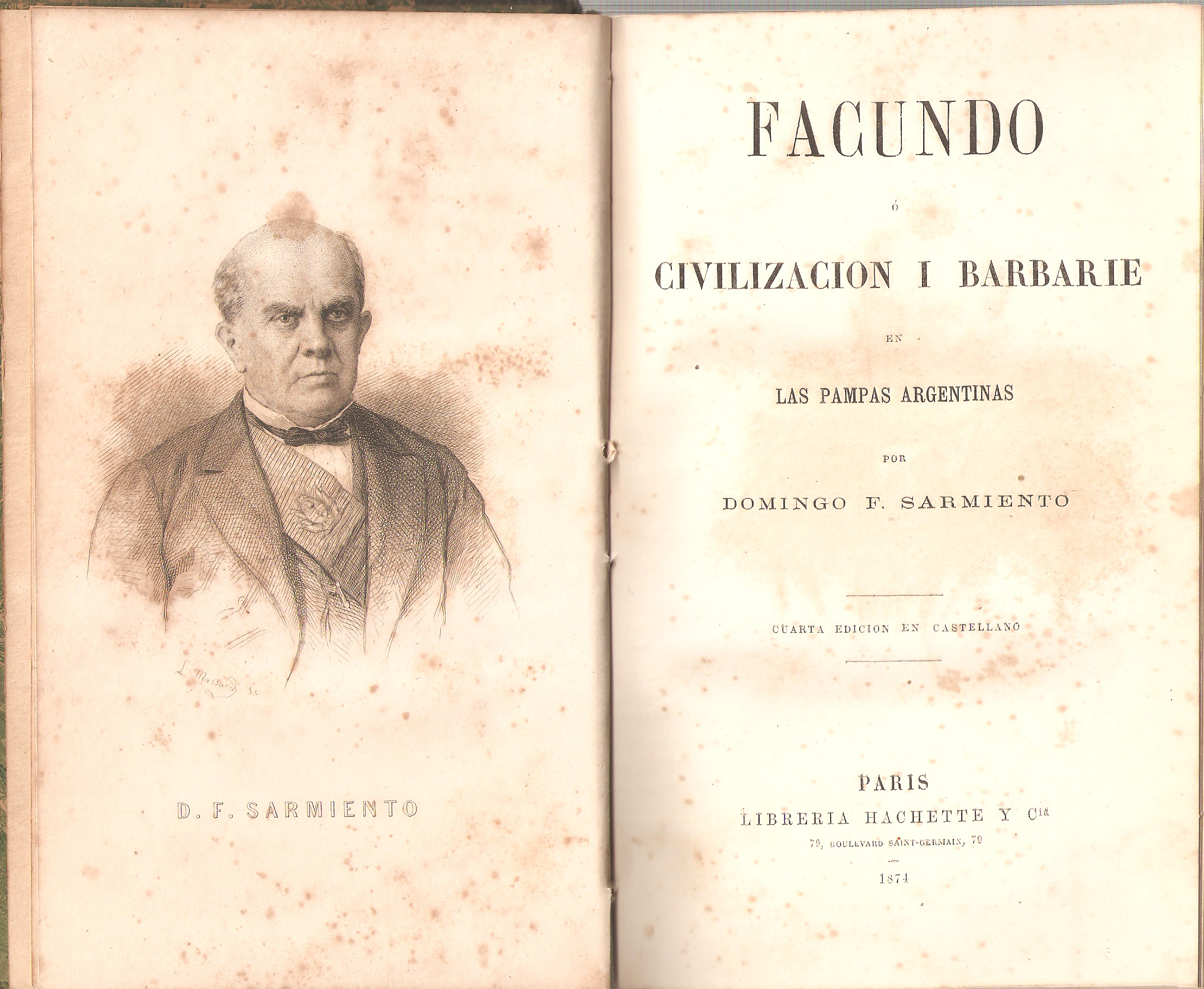
العدد الرابع، بالإسپانية، پاريس، 1874.

## الهوامش
1. ↑  صالح علماني. "الأدب الإِسباني الأمريكي". الموسوعة العربية. مؤرشف من الأصل في 2015-04-24. اطلع عليه بتاريخ 2014-01-23.

## وصلات خارجية
- Facundo available at gutenberg.org (بالإسبانية)
- Facundo in the original Spanish

قالب:Domingo Faustino Sarmiento